# Theridion tamerlani
Theridion tamerlani är en spindelart som beskrevs av Roewer 1942. Theridion tamerlani ingår i släktet Theridion och familjen klotspindlar.
Artens utbredningsområde är Myanmar. Inga underarter finns listade i Catalogue of Life.